# Friedrich Hecht
Friedrich Hecht (n. 3 august 1903, Viena, Austro-Ungaria – d. 8 martie 1980, Viena, Austria) a fost un chimist și scriitor de literatură științifico-fantastică austriac. 

## Biografie
Hecht a studiat chimia la Universitatea din Viena, iar în 1928 a obținut un doctorat. A fost asistent la Institutul de Chimie. A scris science fiction sub pseudonimul Manfred Langrenus. În 1980, a murit la Viena, Austria.
Chiar înainte de Anschluss, în 1933, Hecht era membru al Partidului Național al Muncitorilor din Germania (NSGWP) sau al Partidului nazist și al Sturmabteilung sau SA, din 1934, Schutzstaffel sau SS.
În 1938, Hecht s-a mutat la Departamentul Analitic al Universității din Viena și a obținut abilitare acolo în 1941. Din 1943 până în 1950 a fost profesor de microchimie și geochimie la Universitatea Tehnică din Graz. Din 1959-1973, a fost profesor asociat de chimie analitică și șef al Institutului Analitic din Viena. La Viena, Hecht a fost asistat de Edith Kroupa.
În 1938, Hecht a primit premiul Fritz Pregl pentru realizări deosebite în chimie din partea Academiei de Științe a Austriei. 

## Romane
În anii 1950, el a scris sub pseudonimul Manfred Langrenus două romane științifico-fantastice.
În 1951, a publicat romanul Reich im Mond. Utopisch-wissenschaftlicher Roman aus naher Zukunft und jahrmillionenferner Vergangenheit (Imperiul de pe Lună. Romanul științific utopic despre viitorul apropiat și despre trecutul de milioane de ani.), 1951. Noua ediție a apărut în 1959 ca Reich im Mond . Utopisch-wissenschaftlicher Roman (cu sensul de Imperiul pe Lună. roman utopic-științific). 
Friedrich Hecht a mai scris  în 1955 romanul Im Banne des Alpha Centauri (cu sensul de Sub vraja lui Alfa Centauri), acesta a fost publicat de editura Fritz Loewe și este o continuare a romanului Reich im Mond.

## Alte lucrări
A mai publicat lucrări ca Zur Kritik der Altersbestimmung nach der Bleimethode la editura Hölder-Pichler-Tempsky, Viena 1931; Zur Zählung der von Uran emittierten Alpha-Teilchen (Determinarea particulele alfa emise de uraniu) la editura Hölder-Pichler-Tempsky, Viena 1935; Anorganische Mikrogewichtsanalyse (Analiza microorganismelor anorganice) la editura Springer, Viena 1940;  Meteorite als Dokumente extraterrestrischer Ereignisse und kosmischer Strahlung (cu sensul de Meteoritii ca documente de evenimente extraterestre și raze cosmice) la editura Springer, Viena, New York 1966.
Alte lucrări ale lui Friedrich Hecht sunt Chemistry of transplutonium elements International Atomic Energy Agency, Viena 1966 și  Grundzüge der Radio- und Reaktorchemie (cu sensul de Caracteristicile de bază ale radiochimiei și ale reactoarelor) Akademische Verlagsgesellschaft, Frankfurt a. M. 1968.

## Vezi și
- Științifico-fantasticul în Austria